# Final Fight
Final Fight (яп. ファイナルファイト Фаинару Фаито) — аркадная игра жанра beat 'em up, выпущенная фирмой Capcom в 1989 году. Это седьмая игра, выпущенная фирмой Capcom для их аркадной системы CP System. В данной игре игрок управляет одним из трёх вигилантов и должен спасти молодую женщину, похищенную безжалостной уличной бандой.
Изначально игра задумывалась как сиквел оригинальной игры Street Fighter с названием Street Fighter '89, но позже название было изменено в связи с изменением жанра с файтинга на beat 'em up, похожий по геймплею на Double Dragon и Golden Axe. Final Fight была портирована на различные платформы, такие как Super NES и Sega Mega-CD.
За Final Fight последовала серия сиквелов, которые были созданы в основном для домашних игровых консолей, а некоторые персонажи из игры впоследствии появились в играх серии Street Fighter.

## Сюжет
Хронологически действия в игре происходят в то же самое время, что и в игре Street Fighter. Действия разворачиваются в вымышленном американском городе Метро Сити (англ. Metro City), основанном на месте Нью-Йорка. Бывший профессиональный реслер Майк Хаггар был избран мэром города, пообещав в своей предвыборной кампании решить проблему преступности в городе. Члены доминирующей криминальной банды «Безумный Механизм» (англ. Mad Gear) узнают об этом, и крадут дочь Хаггара — Джессику, с целью использовать её в качестве рычага давления на мэра. Заручившись поддержкой Коди, бойфренда Джессики, и Гая, мастера Бусин-рю ниндзюцу, Хаггар решает победить банду вместо того, чтобы поддаться давлению, и спасти дочь. Через 2 дня, пробираясь сквозь полчища негодяев, герои добираются до пентхауса, в котором находится штаб-квартира «Безумного Механизма». В жестоком бою, герои побеждают главаря банды, инвалида по имени Бельгер, и сбрасывают его со здания. Бельгер погибает, Хаггар успокаивает свою измученную и напуганную дочь и признаётся ей, что никогда её не бросит. Герои выходят наружу здания. Коди и Джессика, поговорив, целуются.

## Геймплей

Конец первой локации первого уровня игры

В Final Fight могут играть до двух игроков одновременно, игроки управляют разными персонажами. Перед началом игры игрок выбирает себе героя из трёх главных персонажей: Гая, Коди и Хаггара, каждый из которых обладает своим собственным стилем боя и индивидуальными особенностями. Гай является самым слабым, но зато самым быстрым персонажем; Хаггар самый сильный, но медленный; Коди — наиболее сбалансированный персонаж.
Управление осуществляется с помощью восьмиосевого джойстика с двумя кнопками для атаки и совершения прыжка. Игрок может перемещаться вдоль всех восьми направлений, однако удары наносятся только направо и налево, как в большинстве игр в жанре beat 'em up. Одновременное нажатие обоих кнопок приводит к совершению специального двунаправленного удара, который незначительно уменьшает уровень жизни игрока, совершающего данный удар. Игроки могут поднимать и бросать противников, а также использовать различные виды оружия, такие как ножи, трубы и мечи.

### Уровни
Final Fight состоит из шести основных и двух бонусных уровней. Каждый уровень проходит в различных частях Метро Сити, в том числе в трущобах и метро. В конце каждого уровня игроку предстоит сразиться с уникальным боссом.
| Уровень  | Название                              | Босс              |
| -------- | ------------------------------------- | ----------------- |
| 1        | Трущобы (Slums)                       | Damnd/Thrasher    |
| 2        | Метро (Subway)                        | Sodom/Katana      |
| Бонусный | Разбей автомобиль                     | Разбей автомобиль |
| 3        | Западная сторона (West Side)          | Edi. E            |
| 4        | Индустриальная зона (Industrial Area) | Rolento           |
| Бонусный | Разбей стёкла                         | Разбей стёкла     |
| 5        | Прибрежная зона (Bay Area)            | Abigail           |
| 6        | Окраина города (Up Town)              | Belger            |

## Разработка
По словам Ёсики Окамото, в качестве прототипа игры была взята за основу аркадная версия игры Double Dragon II: The Revenge. Final Fight изначально была представлена на выставках под названием Street Fighter '89. По словам Окамото, изначально торговое подразделение Capcom попросило о создании сиквела игры Street Fighter, и его команда решила переименовать игру Final Fight соответствующим образом. Название игры было изменено на Final Fight перед официальным релизом, после того как операторы сообщили о том, что с их точки зрения игра имеет мало общего с Street Fighter.
Уличная банда «Безумный Механизм» (Mad Gear) была названа в честь гоночной игры 1987 года выпуска с таким же названием. Игра была издана под названием Led Storm за пределами Японии.
Многие персонажи игры были названы в честь известных музыкантов 1980-х годов, таких как Эксл Роуз, Слэш, Джин Симонс, Сид Вишес, Билли Айдол, Roxy Music и Poison, а другие получили имена персонажей из игры Forgotten Worlds.

## Версии игры для домашних игровых консолей

### Super NES

Персонажи Рокси и Пойзон (первые два слева), присутствующие в японском порте игры для Famicom, были заменены персонажами Сидом и Билли (третий и четвёртый персонаж на картинке) в международной версии игры для SNES.

16-битный порт игры Final Fight для Super Nintendo Entertainment System был выпущен в Японии в 1990 году, а также в Северной Америке в 1991 году и для PAL региона в 1992 году. Релиз для Virtual Console состоялся в 2007 году. Кооперативный режим игры для двух игроков был удалён, удалён уровень «Industrial Area» с боссом Rolento, исключён из игры персонаж Гай. Теперь игрок может играть только за Коди или Хаггара. Вырезано большинство переходных сцен между уровнями. В отличие от порта для SNES, в оригинальной аркадной версии игры игроки могли видеть выходы из уровней и проходить через двери.
Английская версия порта для SNES подверглась цензуре и имеет некоторые отличия по сравнению с японской версией порта для Super Famicom: первые два босса в игре, Damnd и Sodom, были переименованы в Thrasher и Katana; инвалидное кресло Бельгера было перерисовано, чтобы оно стало похожим на офисное кресло; Пойзон и Рокси были заменены двумя панками Сидом и Билли; удалены все упоминания алкоголя в игре, зато добавлены два пункта для восстановления здоровья; фраза, произносимая панком «Oh! My God» (в первом бонусном уровне игры, когда игрок разрушает его машину), была заменена фразой «Oh! My Car»; показ крови при ранении персонажа ножом был заменён эффектом взрыва; и, наконец, цвет кожи некоторых героев, таких как Dug и Simons, был сделан более светлым.
Пересмотренная версия порта игры для SNES под названием Final Fight Guy была выпущена в Японии в 1992 году. В этой версии Коди был заменён Гаем (с новой предысторией и концовкой, объясняющей отсутствие Коди в игре), так же в ней были сделаны некоторые изменения в расположении врагов и в настройках уровня сложности игры, добавлены новые бонусы (в виде кукол Гая/Хаггара, которые дают игроку дополнительную жизнь, и куклы Джессики, которая даёт игроку временную неуязвимость). Тем не менее, уровень «Industrial Area» и возможность кооперативной игры двух игроков по-прежнему отсутствуют в данной версии. Американская версия игры Final Fight Guy (с теми же самыми особенностями и отличиями в локализации, что и в первой игре) была выпущена в июне 1994 года и предназначалась для распространения только через магазины Blockbuster stores.

### Версии от издательства U.S. Gold
U.S. Gold выпустила порты игры Final Fight для Amiga, Atari ST, Commodore 64, ZX Spectrum и Amstrad CPC в 1991 году. Разработкой данных версий занималась Creative Materials.

### X68000
Порт игры для платформы Sharp X68000 был сделан фирмой Capcom специально для Японии 17 июля 1992 года. Эта версия игры достаточно близка к оригинальной версии для аркадных автоматов, за исключением незначительных изменений в музыкальном сопровождении игры (с возможностью выбора между MIDI-саундтреком и саундтреком, использующим внутренний звуковой чип X68000) и уменьшенным количеством максимального количества врагов на экране. Игра вышла с компакт-диском в комплекте, содержащим все саундтреки к игре и их ремиксы.

### Sega Mega-CD
Версия для Sega Mega-CD, под названием Final Fight CD, была разработана фирмой Sega под лицензией Capcom в 1993 году. Эта версия сохраняет практически все особенности оригинальной аркадной версии, включая особенности, удалённые из двух портов игры для SNES (возможность одновременной кооперативной игры двух игроков, уровень «Industrial Area» и возможности выбора для игры из всех трёх героев), добавление озвучивания вступительной и заключительной частей игры. Так же, как и версия для SNES, версия для Sega Mega-CD подверглась цензуре при локализации. На этот раз персонажи Пойзон и Рокси были оставлены в игре, но их одежда была перерисована (более длинные шорты и футболка).

### Game Boy Advance
Версия игры для Game Boy Advance, под названием Final Fight One, была выпущена в 2001 году. В Final Fight One доступны для игры все три главных героя и есть уровень «Industrial Area», удалённый из версии для SNES. Кооперативный режим игры для двух игроков доступен при использовании соединительного кабеля. Английская локализация игры содержит те же изменения, что и версия для SNES. Однако боссы Damnd и Sodom сохранили свои имена, а Пойзон и Рокси также заменены другими персонажами.

### Версия в сборникеCapcom Classics Collection
Final Fight включена в сборник Capcom Classics Collection Volume 1, вышедший в 2005 году для приставок PlayStation 2 и Xbox, а также в портированную версию сборника Capcom Classics Collection Remixed, вышедшего в 2006 году для приставки PlayStation Portable. Игра является эмуляцией оригинальной аркадной игры для CP System и содержит очень небольшое количество отличий от оригинальной версии. Сборник содержит в себе советы, характеристики персонажей, художественную галерею и звуковой тест в качестве бонуса к игре.

### Версия вFinal Fight: Streetwise
Аркадная версия игры также была включена в качестве скрытого бонуса в игре Final Fight: Streetwise, вышедшей в 2006 году для приставок PlayStation 2 и Xbox. Тем не менее, эмуляция игры была сделана фирмой Ultracade, а не Digital Eclipse (фирма-разработчик, выполнившая эмуляцию для Capcom Classics Collection). Данная версия не поддерживает перенастройку игровых джойстиков и показывает худшее качество эмуляции по сравнению с другими версиями игры.

### Final Fight: Double Impact
Аркадная версия Final Fight была выпущена в составе сборника Final Fight: Double Impact из двух игр: Final Fight и Magic Sword для Xbox Live Arcade и PlayStation Network. В качестве отличительных особенностей данной версии можно отметить наличие дополнительных графических фильтров и нового саундтрека, созданного Simon Viklund (который принял участие в разработке Bionic Commando Rearmed). Дополнительный контент в виде концепт-артов и комиксов становится доступным игроку после решения некоторого количества встроенных в игру головоломок. Игра была портирована и разработана фирмой Proper Games. Игра стала доступна через Xbox Live Arcade по цене 800 Microsoft points 15 апреля 2010 года, и в PlayStation Network по цене $9.99. Версия для PS3 имеет сравнительно слабую DRM-защиту, позволяющую использовать игру через несколько PSN-учёток одновременно. Использование DRM-защиты было негативно встречено со стороны общественности, так как её использование в игре не было заявлено до выхода релиза.

## Отзывы и награды
| Сводный рейтинг | Сводный рейтинг | Сводный рейтинг | Сводный рейтинг |
| Издание         | Оценка          | Оценка          | Оценка          |
| Издание         | GBA             | PS3             | Xbox 360        |
| --------------- | --------------- | --------------- | --------------- |
| GameRankings    | 75,72 %         | 80,08 %         | 81,12 %         |

В феврале 1991 года японский журнал Gamest, посвящённый аркадным играм, присудил игре Final Fight 1 место в номинации лучшая игра 1990 года. Final Fight так же победила в номинации лучшая экшен-игра, заняла 4 место в номинации лучшая игровая музыка, 9 место в номинации лучшая графика, 2 место в номинации лучшая режиссура, 5 место в номинации лучший альбом. Персонаж Майк Хаггар был изображён на обложке журнала, заняв 1 место в Top 50 Персонажей видеоигр 1990 года, Гай занял второе место, Коди — 7 место, Пойзон — 26 место, Содом — 33 место, Джессика — 40 место.

## Наследие игры

### Сиквелы
После выхода Final Fight были выпущены два сиквела для SNES: Final Fight 2 в 1993 году и Final Fight 3 (Final Fight Tough в Японии) в 1995 году. Пародия на оригинальную версию игры под названием Mighty Final Fight была выпущена под NES в 1993 году. Файтинг Final Fight Revenge был выпущен для платформы Sega Titan в 1999 году, позднее вышла версия для домашней консоли Sega Saturn в Японии. 3D-сиквел игры под названием Final Fight: Streetwise вышел в 2006 году для PlayStation 2 и Xbox.

### Упоминания в других играх
Персонаж Майк Хаггар также используется в игре Saturday Night Slam Masters и в двух её сиквелах Muscle Bomber Duo и Slam Masters II: Ring of Destruction, где он появляется вместе со своей дочерью Джессикой. Некоторые персонажи из игры Final Fight также используются в более поздних играх серии Street Fighter и других файтингах от Capcom: Гай и Содом появляются в Street Fighter Alpha в 1995 году, Роленто — в Street Fighter Alpha 2 1996 году, Коди — в Street Fighter Alpha 3 в 1998 году. Андоре также появляется в игре Street Fighter III 2nd Impact под именем Hugo в 1997 году. Андоре и Пойзон появляются также в SNK vs. Capcom: SVC Chaos в 2003 году, в ней так же в эпизодической роли появляются два первых босса из игры Final Fight — Damnd и Sodom. Гай является одним из главных персонажей в игре Capcom Fighting Jam, в то время как Коди, Хаггар, Джессика, Хуго и Содом выступают в качестве второстепенных персонажей. Гай и Майк Хаггар являются одними из главных персонажей в игре Namco x Capcom, которая была выпущена для PlayStation 2 только в Японии. Хаггар также является играбельным персонажем в Marvel vs. Capcom 3: Fate of Two Worlds, а Коди, Гай, Хьюго, Роленто и Пойзон появляются в Street Fighter X Tekken.